# Arquitetura da Itália

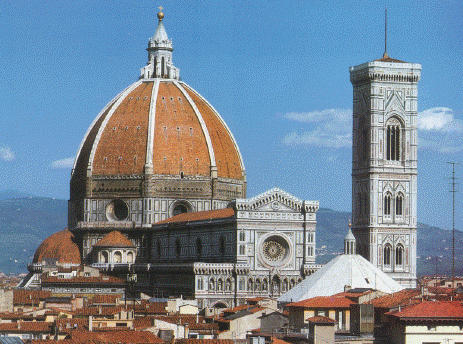
Santa Maria del Fiore, em Florença, possui a maior cúpula laterária do mundo e é considerada uma das obras-primas da arquitetura mundial.

A Itália possui um vasto e diverso estilo arquitetônico, que não poderia ser simplesmente classificado por período ou região de origem, devido a divisão do que se entende por "Itália" em diversas cidades-Estado ao longo de todo a Península Itálica, até 1861. Contudo, isto desencadeou um amplo e diverso campo artístico e arquitetônico. A Itália é creditada por consideráveis contribuições na arquitetura, como a construção de arcos, domos e estruturas similarmente inovadoras durante a Roma Antiga; a fundação da Renascença no fim do século XIV até meados do século XVI; por ser berço do Palladianismo, que inspiraria outros movimentos arquitetônicos em outros países do Velho Continente e até mesmo os Estados Unidos a partir do século XVII. Grande parte das obras de arte da arquitetura ocidental, como o Coliseu de Roma, o Duomo de Milão, a Mole Antonelliana e Santa Maria del Fiore, estão situados em território italiano. A Itália possui uma quantidade estimada de 100 mil monumentos de todas as variedades (museus, palácios, construções diversas, estátuas, templos religiosos, galerias de arte, villas, fontes, e achados arqueológicos, entre outros). Atualmente, a Itália encontra-se novamente à frente da arquitetura mundial, com o desenvolvimento de técnicas de arquitetura sustentável, com artistas como Giannino Castiglioni, Renzo Piano e Carlo Mollino se destacando no front internacional. 
A arquitetura desenvolvida na Península itálica influenciou grandemente movimentos artísticos a redor do mundo, com destaque para as inovações de Donato Bramante e Andrea Palladio durante o século XV e XVI, respectivamente. Além disso, a Arquitetura italianizada, popularizada ao redor do mundo a partir do século XIX, têm sido empregada para descrever a arquitetura mundial inspirada no Renascimento. 

## Arquitetura contemporânea
Entre os principais arquitetos ativos na Itália entre o final do século XX e o início do século XX, lembramos o Piero Portaluppi , o Gualtiero Galmanini e o Giannino Castiglioni, Renzo Piano (San Nicola Stadium em Bari, reforma do antigo porto de Gênova, Auditorium Parco della Musica em Roma, igreja de Padre Pio em San Giovanni Rotondo etc.), Massimiliano Fuksas (Arranha-céu da região do Piemonte, centro de congressos na  EUR), Gae Aulenti (Estação dos Museus do Metrô de Nápoles),